# Huauchinango
Huauchinango egy város Mexikó Puebla államának északi részén, lakossága 2010-ben meghaladta az 56 000 főt.

## Földrajz

### Fekvése
A város a tenger szintje fölött körülbelül 1500–1600 méterrel terül el a Vulkáni-kereszthegység és a Keleti-Sierra Madre találkozásánál, közvetlen környezetében 2000, sőt, 2500 méter fölé nyúló hegyek is magasodnak. Északnyugati részén folyik a Necaxa, délkeletin a Hueyatlagco.

### Éghajlat
A város éghajlata forró és főként nyáron és ősszel igen csapadékos. Minden hónapban mértek már legalább 31 °C-os hőséget, de a rekord nem érte el a 40 °C-ot. Az átlagos hőmérsékletek a januári 13,1 és a májusi 20,9 fok között váltakoznak, fagy az őszi és téli hónapokban előfordulhat. Az évi átlagosan csaknek 2000 mm csapadék időbeli eloszlása nagyon egyenetlen: a júniustól októberig tartó 5 hónapos időszak alatt hull az éves mennyiség 80%-a.
| Hónap                                   | Jan. | Feb. | Már. | Ápr. | Máj. | Jún. | Júl. | Aug. | Szep. | Okt. | Nov. | Dec. | Év   |
| --------------------------------------- | ---- | ---- | ---- | ---- | ---- | ---- | ---- | ---- | ----- | ---- | ---- | ---- | ---- |
| Rekord max. hőmérséklet (°C)            | 32,0 | 33,0 | 37,0 | 39,0 | 39,0 | 36,0 | 32,0 | 31,0 | 32,0  | 33,0 | 31,0 | 31,0 | 39,0 |
| Átlagos max. hőmérséklet (°C)           | 18,5 | 20,1 | 23,1 | 25,7 | 27,0 | 25,7 | 24,2 | 24,5 | 23,5  | 21,9 | 20,2 | 18,9 | 22,8 |
| Átlaghőmérséklet (°C)                   | 13,1 | 14,5 | 17,1 | 19,6 | 20,9 | 20,4 | 19,2 | 19,3 | 18,9  | 17,2 | 15,4 | 13,9 | 17,5 |
| Átlagos min. hőmérséklet (°C)           | 7,8  | 8,9  | 11,1 | 13,5 | 14,9 | 15,0 | 14,1 | 14,1 | 14,3  | 12,4 | 10,5 | 8,9  | 12,1 |
| Rekord min. hőmérséklet (°C)            | −4,0 | −7,0 | 0,0  | 4,0  | 1,9  | 8,0  | 8,0  | 8,0  | 6,0   | −2,0 | −9,0 | −2,5 | −9,0 |
| Átl. csapadékmennyiség (mm)             | 47   | 41   | 45   | 55   | 75   | 289  | 383  | 349  | 354   | 217  | 86   | 51   | 1992 |
| Forrás: Servicio Meteorológico Nacional |      |      |      |      |      |      |      |      |       |      |      |      |      |

## Népesség
A település népessége a közelmúltban folyamatosan növekedett:
| Év   | Lakosság |
| ---- | -------- |
| 1990 | 38 708   |
| 1995 | 43 613   |
| 2000 | 46 671   |
| 2005 | 51 898   |
| 2010 | 56 206   |

## Története
A település neve a navatl nyelvből származik: a cuautli jelentése fa, a chinamitli jelentése (vár)fal, míg a co pedig egy helyrag.
A Nopaltzin vezette csicsimékek 1116-ban vagy 1121-ben települtek le a mai város környékén, a 14. század közepén Tlaltecatzin kormányozta a vidéket. Ezekben az időkben, egészen Tenochtitlan bukásáig Huauchinango a texcocói birodalom adófizetője volt.
A spanyol hódítás után a létrejövő encomienda első vezetője Juan de Jaso volt, akit Alonso de Villanueva Torrecillas, felesége, Catalina de Peralta és gyermekük, Agustín de Villanueva Cervantes követett. 1704. november 20-án Moctezuma grófjára, Atlixco hercegére, José Sarmiento Valladaresre bízták rá, 1792-től pedig a pueblai intendencia részévé vált.
A mexikói függetlenségi háború során, 1811-ben a helyiek is létrehoztak harcoló egységeket, majd később egy olyan zászlóaljat is, ami 1847-ben a megszálló amerikaiak, 1862-ben a franciák ellen harcolt. A Miguel Cástulo Alatriste által vezetett erők a tábornok halála után, 1862. május 5-én részt vettek a dicsőséges pueblai csatában is. 1863 júniusában a település egy ideig Miguel Negrete hadiszállása volt, majd szeptemberben véres csatában az imperialista Aynard ezredes foglalta el a várost, ám őt néhány nap múlva kiverték onnan. 1865. január 28-án a huauchinangói katonák részt vettek a pahuatláni és 1867. április 2-án egy újabb pueblai csatában, 1872. április 19-én pedig maga a város szolgált egy összecsapás színhelyéül, ekkor a helyi zászlóalj vereséget mért Negrete tábornok csapataira.
1861. április 27-én a város José Santos Degolladónak, a reformháború hősi halottjának tiszteletére felvette a Huauchinango de Degollado nevet.
A mexikói forradalom idején is több harc színtere volt a település: 1914. június 26-án a maderista Emiliano Márquez támadta meg, és két nap alatt el is foglalta, 1915. augusztus 26-án pedig a Catalina nevű helyen Alejandro Denis csapatai mértek vereséget Alejo Gonzálezéire és Amado Azuaráéira.
1942. március 1. és 8. között ideiglenesen Puebla állam fővárosa volt, mivel itt rendezte be székhelyét Gonzalo Bautista Sánchez kormánya.

## Turizmus, látnivalók, kultúra
A település fő turisztikai vonzerejét a természeti környezet jelenti: a hegységek és a közeli Necaxa-víztározó szépsége. A településnek műemléke kevés van, egyedül a hatalmas kupolája miatt érdekes templom, a községi palota és néhány régi ház a városközpontban az, ami említést érdemel. Múzeuma nincs, csak kultúrháza és könyvtára. Városszerte több történelmi személyiségnek emeltek mellszobrot: Lázaro Cárdenasnak, José Santos Degolladónak, Rafael Cravioto Pachecónak és Benito Juáreznek.
Huauchinango legjelentősebb rendezvénye az 1938 óta évente megtartott virágfesztivál. A nagyböjt előestéjén kezdődő és kilenc napig tartó fesztivál során tűzijátékot, táncmulatságokat, felvonulásokat, kakasviadalokat, vallásos körmenetet, képzőművészeti kiállításokat, filmvetítéseket, színházi és zenei előadásokat is tartanak, valamint az állam kormányzója megkoronázza az ünnepség virágkirálynőjét.